# Raffay-ház
A Raffay-ház egy szecessziós stílusban épült polgári lakóház Szegeden. Az épületet Kótay Pál tervei alapján 1903-ban építette Raffay László. a szegedi ipari iskola egyik tanára. A háznak helyet adó telket Raffay tanártársával, Szígyártó Alberttel közösen vásárolta meg, majd megosztották azt. (A Szígyártó által megvásárolt telekrészen a szintén szecessziós stílusú Szígyártó-ház épült fel.) A Raffay-ház a Lechner-tér tervezett feltöltése miatt magasföldszintes megoldással épült. Lábazata nyerstégla, a magasföldszintet bevakolták. Az épület homlokzatán mázas kerámiadíszsor fut körbe. Az épület jellegzetességét a téglával díszített oromfal adja. A bejárat a ház homlokzata mellett található, egy kovácsoltvas díszítéssel ellátott ajtón keresztül lehet az udvarra jutni.
Az épület az 1940-es évekig állt a Raffay-család tulajdonában, a második világháború első éveiben a Tábith-család vásárolta meg. A család 1990-ig lakta a Raffay-házat, amikor Tábi Tibor, a JATE oktatója az épületet a piaristákra hagyta. A tanítórend a Raffay-házat komolyabb átalakításnak vetette alá. Az épület belső elrendezését megváltoztatták, renoválták a homlokzatot. Az épület 1992 óta a 24 hallgató számára szállást adó Sík Sándor Piarista Egyetemi Kollégium otthona. Az épületet a Nemzeti Kulturális Örökség Minisztériuma 2006. május 9-én nyilvánította műemlékké.